# Foetidia
Cet article possède un paronyme, voir Foetida.
Genre
Foetidia est un genre de plante à fleurs de la famille des lécythidacée, appartenant à la sous-famille des foetididacées, qui comprend de 5 à 18 espèces selon les classifications. Ces plantes sont originaires de l'est de Madagascar.

## Quelques espèces
- Foetidia africana
- Foetidia asymetrica
- Foetidia clusioides
- Foetidia dracaenoides
- Foetidia mauritiana, appelé bois puant à Maurice et à La Réunion
- Foetidia obliqua

## Liste d'espèces
Selon World Checklist of Selected Plant Families (WCSP) (18 août 2013) :
- Foetidia africana Verdc. (1985)
- Foetidia asymmetrica H.Perrier (1953)
- Foetidia capuronii Bosser, Bull. Mus. Natl. Hist. Nat., B (1988)
- Foetidia clusioides Baker (1895)
- Foetidia comorensis Labat, E.Bidault & Viscardi (2011)
- Foetidia cuneata Bosser, Bull. Mus. Natl. Hist. Nat., B (1988)
- Foetidia delphinensis Bosser, Bull. Mus. Natl. Hist. Nat., B (1988)
- Foetidia dracaenoides Capuron ex Bosser, Bull. Mus. Natl. Hist. Nat., B (1988)
- Foetidia macrocarpa Bosser, Bull. Mus. Natl. Hist. Nat., B (1988)
- Foetidia mauritiana Lam. (1788)
- Foetidia obliqua Blume (1850)
- Foetidia parviflora Capuron ex Bosser, Bull. Mus. Natl. Hist. Nat., B (1988)
- Foetidia pterocarpa Bosser, Bull. Mus. Natl. Hist. Nat., B (1988)
- Foetidia retusa Blume (1850)
- Foetidia rodriguesiana F.Friedmann, Adansonia, n.s. (1981)
- Foetidia rubescens Bosser, Bull. Mus. Natl. Hist. Nat., B (1988)
- Foetidia sambiranensis Bosser, Bull. Mus. Natl. Hist. Nat., B (1988)
- Foetidia vohemarensis Bosser, Bull. Mus. Natl. Hist. Nat., B (1988)

Selon The Plant List (18 août 2013) :
- Foetidia africana Verdc.
- Foetidia asymmetrica H.Perrier
- Foetidia capuronii Bosser
- Foetidia clusioides Baker
- Foetidia cuneata Bosser
- Foetidia delphinensis Bosser
- Foetidia dracaenoides Capuron ex Bosser
- Foetidia macrocarpa Bosser
- Foetidia mauritiana Lam.
- Foetidia obliqua Blume
- Foetidia parviflora Capuron ex Bosser
- Foetidia pterocarpa Bosser
- Foetidia retusa Blume
- Foetidia rodriguesiana F.Friedmann
- Foetidia rubescens Bosser
- Foetidia sambiranensis Bosser
- Foetidia vohemarensis Bosser

## Sources
- (en) Foetidia (Foetidiaceae) in L. Watson and M.J. Dallwitz (1992).